# Линеен крайцер
Линеен крайцер са клас артилерийски кораби, имащи въоръжение, близко до това на линкорите, но обладаващи по-голяма скорост на хода при по-леко брониране. Появяват се началото на 20 век като развитие на броненосните крайцери. Те са създавани като авангард на главните сили на флота, а в бой да бъдат неговото бързоходно крило. Резултатите от морските сражения на Първата световна война, а също Вашингтонското морско съглашение от 1922 г. прекъсват еволюцията на линейните крайцери. Впоследствие прогресът в областта на силовите установки води до сливането на линейните крайцери и линейните кораби в единен клас от бързоходни линейни кораби. Въпреки това много кораби, построени в периода на 30-те и 40-те години на ХХ век, нерядко се именуват във военноморската литература линейни крайцери поради междинното им положение между „истинските“ линкори и тежките крайцери. Последният класически линеен крайцер – „Явуз“ – е изваден от списъците на флота през 1954 г.

## Раждането на линейния крайцер
Появата на първите линейни крайцери е предизвикано от два фактора. Първо, във Великобритания започва строителството на линеен кораб от ново поколение – знаменитият „Дредноут“. Тъй като старите броненосни крайцери, предназначени за взаимодействие с броненосците, не съответстват на новото поколение линкори, е решено да се разработи нов тип броненосен крайцер. Второ, към появата на новия клас има отношение некритичната оценка върху действията на японските броненосни крайцери в хода на Руско-японската война. Военноморските специалисти са под впечатлението за успешното участие на тези кораби в Цушимското сражение. Фактите за слабостта на руската ескадра и тактическата неграмотности на нейното ръководство са просто игнорирани. В резултат на това през 1904 г. британското Адмиралтейство сформира специален комитет за проектирането на броненосен крайцер от нов тип, под ръководството на Джон Арбетнот Фишър, станал тогава пръв морски лорд.
Комитетът като цяло се ръководи от фишъровата концепция за броненосния крайцер „Ананпроучъбъл“ (на английски: Unapproachable – „Непристъпен“). Този проект предвижда създаването на увеличен крайцер „Уориър“ с еднородна корабна артилерия с калибър 234 mm – 16 оръдия в 8 двуоръдейни кули. Водоизместимостта следва да бъде 15 000 тона, а скоростта над 25 възела, бронирането предвижда 152-mm бордови пояс и 203-mm защита на артилерията. Но Руско-японската война показва важността на стрелбата от големи дистанции, в която най-добре се проявява именно голямокалибрената артилерия. В резултат комитетът стига до извода за необходимост от поставяне на новия крайцер на 305-mm оръдия – най-големите от всички използвани тогава в британския флот. Но с оглед изискванията за скорост, много по-висока отколкото при „Дредноут“, е необходимо нещо да се пожертва. Счита се, че крайцерът не може да бъде по-голям от линейния кораб. Междувременно още през 1905 г. професорът от Масачузетското училище по корабостроене В. Ховгард изказва мнението, че бъдещият ескадрен крайцер не трябва да отстъпва на линкорите по въоръжение и брониране, но да има по-голяма скорост за сметка на по-големите си размери.
Резултатът на проектирането е намаляване на броя оръдия на главния калибър и рязко намаляване на бронирането в сравнение с „Дредноут“. Фактически то съответства на предходните броненосни крайцери и е съвършено неадекватно на собственото въоръжение на крайцера. Първоначално новите крайцери се проектират като последващо поколение броненосни крайцери, а след това започват да се именуват ескадрени крайцери и накрая през 1911 г. получават класификацията „линейни крайцери“ (на английски: battlecruiser). На новия клас се възлагат следните задачи:
- разузнаване с бой;
- поддръжка и съдействие на по-малките крайцери-разузнавачи;
- самостоятелни експедиции с цел обкръжаване на вражеските рейдери;
- преследване на отстъпващия флот на врага и по възможност поставянето му в безизходица чрез съсредоточаване на огъня върху изостаналите кораби;
- бързо обкръжение на противника в хода на бойните действия.[8]

Военноморската общественост приема новия клас capital ships (големи кораби) нееднозначно, особени коментари предизвикват несъответствието на настъпателните и защитните свойства на крайцерите. Най-добре тези опасения са изразени от ежегодника на Браси, който пише през 1908 г. следното:
| „                                                                    | Корабите с такива големи размери и стойност не стават за изпълнение на задачите на крайцера. Но има и още по-силно възражение против повторението на този тип: адмиралът, имайки „Инвинсибълите“ в своя флот безспорно ще изпрати тях в бой, където сравнително леката броня ще е недостатък, а високата скорост няма да има ценност. | “ |
| Паркс О. Линкоры британской империи. Ч. VI. Огневая мощь и скорость. | |   |

На първия етап се обозначават два пътя за развитие на линейните крайцери. Англичаните акцентират на огневата мощ и скоростта, разчитайки да получат с това инициативата в боя. Бронирането в условията на ограничената водоизместимост се жертва. Немците напротив се концентрират с по-ниска скорост и по-малък калибър на артилерията, но отделят по-голямо внимание на броневата защита и внимателното разделение на корпуса на отсеци.
| Сравнителни ТТХ на първите линкори-дредноути и линейни крайцери |                           |                           |                                               |                              |
|                                                                 | „Дредноут“                | „Инвинсибъл“              | „Насау“                                       | „Фон дер Тан“                |
| Държава                                                         | Великобритания            | Великобритания            | Германия                                      | Германия                     |
| Клас кораб                                                      | линеен кораб              | линеен крайцер            | линеен кораб                                  | линеен крайцер               |
| Дата на залагане на главния кораб                               | 2 октомври 1905           | 2 април 1906              | 22 юли 1907                                   | 25 март 1908                 |
| Дата на влизане в строй на главния кораб                        | декекември 1906           | март 1909                 | 3 май 1910                                    | 20 февруари 1911             |
| Пълна водоизместимост, t                                        | 21 845                    | 20 078                    | 21 000                                        | 21 700                       |
| Дължина и ширина, m                                             | 160,6 × 25                | 172,8 × 23,9              | 146,1 × 26,9                                  | 171,7 × 26,6                 |
| Отношение дължина към ширина                                    | 6,42                      | 7,23                      | 5,43                                          | 6,45                         |
| Артилерия на главния калибър                                    | 10 × 305-mm/45            | 8 × 305-mm/45             | 12 × 280-mm/45                                | 8 × 280-mm/45                |
| Бордов залп на ГК, оръдия                                       | 8                         | 6 – 8                     | 8                                             | 8                            |
| Противоминен калибър                                            | 27 × 76-mm                | 16 × 102-mm/45            | 12 × 150-mm/45 16 × 88-mm/45                  | 10 × 150-mm/45 16 × 88-mm/45 |
| Бордово брониране, mm                                           | 102 – 280                 | 102 – 152                 | 80 – 300                                      | 80 – 250                     |
| Брониране на палубата, mm                                       | 35 – 76                   | 20 – 65                   | 55                                            | 50                           |
| Брониране на кулите на ГК, mm                                   | 280                       | 178                       | 280                                           | 230                          |
| Маса на бронята, t                                              | 5000*                     | 3460*                     | 6685                                          | 6450                         |
| Маса на бронята в % от нормалната водоизместимост               | 27,9*                     | 20,1*                     | 36                                            | 33,3                         |
| Силова установка                                                | паротурбинна, 23 000 к.с. | паротурбинна, 41 000 к.с. | парни машини с тройно разширение, 22 000 к.с. | паротурбинна, 43 600 к.с.    |
| Маса на силовата установка, t                                   | 2050                      | 3390                      | 1485                                          | ?                            |
| Маса на силовата установки в % от нормалната водоизместимост    | 11,5                      | 19,7                      | 8                                             | ?                            |
| Максимална скорост, възела                                      | 21                        | 25,5                      | 19,5                                          | 24,75                        |

- – без куполна броня

## Линейните крайцери от предвоенните проекти

### Линейните крайцери на Великобритания
След приемане на принципното решение за избор на калибър от 305-mm за артилерия на новите крайцери, работата се води достатъчно бързо, но с големи трудности. Особено мъчително се оказва въпросът за позицията на кулите. Разгледани са 5 различни проекта и в резултат на това приемат оригинална, но не много успешна компоновка – по една кула на краищата и още две побортно, разположени асиметрично. При това желаните 8 оръдия в бордови залп са непостижими – кулата от противоположния на противника борд може да води огън само в сектор от 30°. Но главната слабост на проекта се заключава в друго – дебелината на бронята не надвишава и доста скромните показатели на броненосните им предшественици и не дава реална защита от голямокалибрените снаряди на очакваните дистанции на боя.
Новаторството на адмирал Фишър се съчетава с голям волунтаризъм. Реформаторът на Кралския флот е абсолютно уверен, че скоростта ще бъде най-добра защита за неговите любими кораби. Официално за главна задача на линейните крайцери се определя разузнаването и унищожението на противниковите разузнавачи, а бой с линкори се допуска само на големи дистанции и за кратко време.
| „                                                                    | Фишъровското твърдение „скоростта – най-добра защита“ работи, когато корабите влизат в бой на максимални дистанции, но когато се представя случай за храбро лидерство пред лицето на врага, от диктата на проекта се отричат и „Инвинсибъл“ на пълна скорост поема насреща на сигурната си смърт. | “ |
| Паркс О. Линкоры британской империи. Ч. VI. Огневая мощь и скорость. | |   |

Трите кораба от типа „Инвинсибъл“ са заложени през 1906 г. и влизат в строй през 1908 – 1909 г. като „Инфлексибъл“ на английски: Inflexible) и „Индомитейбъл“ (на английски: Indomitable), по-рано от смятания за главен „Инвинсибъл“ (на английски: Invincible). Впечатлението, произведено върху военноморските специалисти от целия свят, сравняващи възможностите на новите кораби с броненосните крайцери, е огромно, още повече, че Адмиралтейството активно поддържа версията за доста по-високи бойни характеристики на тези бойни кораби, отколкото те имат всъщност. Особено са завишени показателите на бронирането.
Жертви на тази дезинформация се оказват британските доминиони – Австралия и Нова Зеландия. Когато през 1909 г. в метрополията залагат „Индифатигъбъл“ (на английски: Indefatigable) – леко усъвършенстван вариант на „Инвинсибъл“, доминионите също пожелават да имат от суперкрайцерите. В резултат имперските сили получават наведнъж 3 неудачни кораба от типа „Индифатигъбъл“ – към главния се присъединяват „Австралия“ (на английски: Australia) и „Нова Зеландия“ (на английски: New Zealand). Всъщност единственото реално подобрение се свежда до подобрено разполагане на средните кули – сега огън по борда вече действително може да се води от всичките 8 ствола. Всички останали недостатъци на проекта се съхраняват, включая и слабата защита. Цялата тройка попълва флота в периода 1911 – 1913 г.
Главният корабостроител на Кралския флот д’Енкуорт впоследствие се изказва еднозначно:
| „                                                                    | Преглеждайки цялата история на проектирането на линейните крайцери, аз не мога да не смятам, че това беше голяма грешка да се вземе за „Индифатигъбъл“ проект, който по същество повтаря „Инвинсибъл“ и е остарял, вместо това да се развие подобрен проект с брониране, в крайна сметка поне равно на „Молтке“ и „Гьобен“, строени по същото време. | “ |
| Паркс О. Линкоры британской империи. Ч. VI. Огневая мощь и скорость. | |   |

В това време британските линкори започват да се строят с нов главен калибър – 343 mm (13,5 дюйма). Естествено искат да ги имат и на новите линейни крайцери. Водоизместимостта на новите кораби рязко нараства – до 30 хиляди тона и повече при пълно натоварване, главният калибър сега е съставен от 8 оръдия калибър 343 mm, впрочем неудачно конфигурирани, скоростта нараства с няколко възела, но главният порок остава. Макар „Лайън“ да са бронирани по-добре, отколкото техните предшественици, нивото на тяхната защита все пак е недостатъчно. Фактически описаният в справочниците пояс с дебелина 229 mm, се простира само по протежение на силовата установка, а на останалите места е много по-тънък.
Кралският флот получава 3 крайцера от този тип – „Лайън“ (на английски: Lion), „Принцес Роял“ (на английски: Princess Royal), също и „Куин Мери“ (на английски: Queen Mary), с известни разлики от типовите. В строя влизат в течение на 1912 – 1913 г.. Те стават първи по много показатели: първите линейни крайцери по-големи от техните съвременници линкорите, първите британски кораби, чиято стойност надминава 2 милиона фунта стерлинги. Но разространението на дезинформацията продължава.
| „                                                              | В пресата се появяват най-нелепи съобщения за изпитанията на тези кораби. Приписват им се цифри, които са смехотворни. Така например се съобщава, че „Принцес Роял“ развива средно 33,5 възела, достигайки максимум от 34,7 възела на мерната миля, а „Лайън“, твърди се – 31,78 възела. | “ |
| Паркс О. Линкоры Британской империи. Ч. VII. Эпоха дредноутов. | |   |

Реалните постижения са доста по-скромни – „Принцес Роял“ – 28,5 възела, „Лайън“ – 27 възела.
През 1912 г. британската фирма „Викерс“ (на английски: Vickers-Armstrongs) печели конкурса за най-добър проект за линеен крайцер за японския флот и получава поръчката за строителство на главния от тях – „Конго“. Военноморската преса с недоумение отбелязва, че по ред характеристики „Конго“ явно превъзхожда „Лайън“. Особено що се касае до разположението на артилерията на главния калибър. Напълно естествено, че на автора на проекта Джордж Терстън предлагат да разработи аналогичен проект за Кралския флот. Така се появява последният от предвоенните линейни крайцери на Великобритания – „Тайгър“ (на английски: Tiger).
Водоизместимостта отново нараства, мощността се увеличава; що се касае до бронята то тя не става по-дебела, отколкото при „Лайън“, но е чувствително повече. Кулите на главния калибър сега са със схемата на типа „Конго“, което съществено увеличава ъглите на обстрел и опростява компоновката на машинните отделения. Може да се каже, че „Тайгър“ става първият действително пълноценен линеен крайцер в Кралския флот – той е способен да влезе в бой с представителите на своя клас, без да се подлага на прекалена опасност. Флотът той попълва през ноември 1914 г., вече след началото на Първата световна война.
| Сравнителни ТТХ на британските линейни крайцери довоенна постройка |                           |                           |                           |                           |                           |
|                                                                    | „Инвинсибъл“              | „Индифатигъбъл“           | „Лайън“                   | „Куин Мери“               | „Тайгър“                  |
| Пълна водоизместимост, t                                           | 20 078                    | 22 080                    | 29 680                    | 31 650                    | 35 710                    |
| Артилерия на главния калибър                                       | 8х305 mm/45               | 8х305 mm/45               | 8х343 mm/45               | 8х343 mm/45               | 8х343 mm/45               |
| Противоминен калибър                                               | 16х102 mm/45              | 16х102 mm/50              | 16х102 mm/50              | 16х102 mm/50              | 12х152 mm/45              |
| Бордово брониране, главен пояс, mm                                 | 102 – 152                 | 102 – 152                 | 102 – 229                 | 102 – 229                 | 76 – 229                  |
| Брониране на палубата, mm                                          | 20 – 65                   | 25 – 65                   | 25 – 65                   | 25 – 65                   | 25 – 76                   |
| Брониране на кулите на ГК, mm                                      | 178                       | 178                       | 229                       | 229                       | 229                       |
| Силова установка                                                   | паротурбинна, 41 000 к.с. | паротурбинна, 44 000 к.с. | паротурбинна, 70 000 к.с. | паротурбинна, 75 000 к.с. | паротурбинна, 85 000 к.с. |
| Максимална скорост, възела                                         | 25,5                      | 25                        | 27                        | 27,5                      | 28                        |

### Линейните крайцери на Германия
Първият опит на немците в строителството на големи крайцери от ново поколение се оказва неуспешен. Макар „Блюхер“ (на немски: Blücher) да не е непосредствен отговор на „Инвинсибъл“, информацията, постъпваща от Англия, несъмнено се отчита при подготовката на проекта. Когато стават известни истинските характеристики на британския кораб, вече нищо не може да се промени. В оправдание на немските моряци може да се каже, че те дори не могат да си представят появата на толкова небалансирана бойна единица. Макар на фона на „британеца“, въоръжен с 305-mm оръдия, „Блюхер“ с неговата 210-mm артилерия да изглежда доста по-слабо въоръжен, строителството му е много напреднало, за да се прекрати. В резултат немският флот получава нестандартен боен кораб, който наричат с уникалния за онова време термин – „тежък крайцер“.
Следва да се отбележи, че терминът „линеен крайцер“ (на немски: Schlachtkreuzer) започва да се употребява в германския ВМФ едва след Първата световна война, преди това корабите от този клас са наричани „големи крайцери“ (на немски: Große Kreuzer), като тук се отнасят и броненосните крайцери, независимо от огромната разлика в размерите и бойните им възможности.
Първият „истински“ линеен крайцер на Германия обозначава особения немски подход в конструирането на корабите от новия клас. За разлика от ранните „британци“ „Фон дер Тан“ (на немски: Von der Tann) представлява много балансирана конструкция. Броят и разположението на кулите напомня „Инвинсибъл“, но секторът на обстрел на кулата от противоположния на противника борд е значително по-голям. По скорост немският крайцер като минимум не му отстъпва, за сметка на това в плана защитеност преимуществото на „Фон дер Тан“ е огромно. Площта на бронирания борд при него е значително по-голяма, а дебелината на бронята с много превъзхожда британските показатели.
| Сравнителни ТТХ на линейните крайцери „Индефатигейбъл“ и „Фон дер Тан“ |                           |                           |
|                                                                        | „Индефатигейбъл“          | „Фон дер Тан“             |
| Държава                                                                | Великобритания            | Германия                  |
| Дата на залагане на главния кораб                                      | 23 февруари 1909 г.       | 25 март 1908 г.           |
| Дата на влизане в строй на главния кораб                               | април 1911                | февруари 1911             |
| Пълна водоизместимост, t                                               | 22 080                    | 21 700                    |
| Дължина и ширина, m                                                    | 179,8×24,4                | 171,7×26,6                |
| Отношение дължина към ширина                                           | 7,37                      | 6,45                      |
| Артилерия на главния калибър                                           | 8×305 mm/45               | 8×280 mm/45               |
| Бордов залп на ГК, оръдия                                              | 8                         | 8                         |
| Тегло на бордовия залп на ГК, kg                                       | 3048                      | 2416                      |
| Противоминен калибър                                                   | 16×102 mm/50              | 10×150 mm/45, 16×88 mm/45 |
| Бордово брониране, главен брониран пояс, mm                            | 102 – 152                 | 150 – 250                 |
| Бордово брониране, горен броневи пояс, mm                              | Отсъства                  | 150                       |
| Брониране на палубата, mm                                              | 25 – 65                   | 50                        |
| Брониране на кулите на ГК, mm                                          | 178                       | 230                       |
| Маса на бронята, t                                                     | 3735                      | 6450                      |
| Маса на бронята в % от нормалната водоизместимост                      | 19,9                      | 33,3                      |
| Силова установка                                                       | паротурбинна, 44 000 к.с. | паротурбинна, 43 600 к.с. |
| Максимална скорост, възела                                             | 25                        | 24,75                     |
| Далечина на плаване, мили                                              | 6330                      | 4400                      |

Така немският крайцер веднага поставя под съмнение фишъровския постулат за скоростта като най-добра защита по съмнение – от него е трудно да се избяга, но влизането в артилерийски дуел с толкова добре защитен противник за „инвинсибълите“ и „индефатигейбълите“ е крайно нежелателно.
„Фон дер Тан“ се оказва по-голям от неговите съвременници линкори. Той влиза в строй през 1911 г.
Развивайки успешния проект, немците залагат два кораба от следващия тип. Това са „Молтке“ (на немски: Moltke) и „Гьобен“ (на немски: Goeben), попълнили флота през 1912 г. Новият проект демонстрира прогрес във всичко – става по-голяма водоизместимостта, по-висока скоростта, корабът получава 10 280-mm оръдия вместо 8, при това с увеличена начална скорост на снаряда. Що се касае до бронирането, то в това отношение немските крайцери коренно превъзхождат британските си еднокласници и практически не отстъпват на британските линкори.
Още повече се усилва бронирането при следващия крайцер – „Зайдлиц“ (на немски: Seydlitz). Той освен всичко останало получава увеличен полубак, подобряващ мореходността. Както и другите немски кораби, той има доста съвършена система за подсигуряване на непотопимостта. Чертежите на крайцера са тайно продадени на англичаните от един от немските инженери, но, колкото и да е странно, те не предприемат нищо. „Зайдлиц“ влиза в строй през 1913 г.
Върхът в предвоенното развитие на немските линейни крайцери стават тройката кораби, въоръжени с 305-mm артилерия – еднотипните „Дерфлингер“ (на немски: Derfflinger) и „Лютцов“ (на немски: Lützow) и различният „Хинденбург“ (на немски: Hindenburg). Броят стволове при тях намалява на 8, но с увеличение на калибъра. Оръдията са поместени по схема, станала споследствие класическа – линейно-терасовидно, по две кули в краищата. Бронирането в сравнение с предшественика се изменя незначително, реалната скорост нараства. „Дерфлингерите“ са не само балансиран, но и доста мощен проект и по мнението на много от специалистите стават най-добрите линейни крайцери на ПСВ. Първите два крайцера влизат в състава на флота през 1914 и 1915 г. съответно, „Хинденбург“ през 1917 г.
Цената за всичко това е влошаване на някои от тактико-техническите характеристики: немските линейни крайцера отстъпват на британските по мореходност и далечина на плаване. Но тъй като Флотът на откритото море планира да воюва до своите брегове, при тях този недостатък не е критичен.
| Сравнителни ТТХ на немските линейни крайцери от времето на Първата световна война |                           |                           |                           |                           |                           |
|                                                                                   | „Фон дер Тан“             | „Молтке“                  | „Зайдлиц“                 | „Дерфлингер“              | „Хинденбург“              |
| Пълна водоизместимост, t                                                          | 21 700                    | 25 300                    | 28 100                    | 30 700                    | 31 000                    |
| Артилерия на главния калибър                                                      | 8×280 mm/45               | 10×280 mm/50              | 10×280 mm/50              | 8×305 mm/50               | 8×305 mm/50               |
| Противоминен калибър                                                              | 10×150 mm/45 16×88 mm/45  | 12×150 mm/45 12×88 mm/45  | 12×150 mm/45 12×88 mm/45  | 12×150 mm/45 4×88 mm/45   | 14×150 mm/45              |
| Бордово брониране, главен пояс, mm                                                | 250                       | 270                       | 300                       | 300                       | 300                       |
| Брониране на палубата, mm                                                         | 50                        | 35+25                     | 30+25                     | 30+25                     | 30+25                     |
| Брониране на кулите на ГК, mm                                                     | 230                       | 230                       | 250                       | 270                       | 270                       |
| Силова установка                                                                  | паротурбинна, 43 600 к.с. | паротурбинна, 52 000 к.с. | паротурбинна, 63 000 к.с. | паротурбинна, 63 000 к.с. | паротурбинна, 72 000 к.с. |
| Пълна скорост, възела                                                             | 24,75                     | 25,5                      | 26,5                      | 26,5                      | 27,0                      |

### Линейните крайцери на Япония
След руско-японската война японското военноморско ръководство доста високо оценява качествения състав на своя флот. Немалка роля за това има фактът, че Япония разполага с най-силните броненосни крайцери по онова време – двете двойки на типовете „Цукуба“ и „Ибуки“, въоръжени с 305-mm артилерия и построени от местни корабостроителници.
След постъпване на първите сведения за характеристиките на линейните крайцери тип „Инвинсибъл“, японските конструктори незабавно пристъпват към работата над аналогичен кораб и скоро е готов проектът за крайцер с комбинация от 305-mm и 254-mm калибър. Когато се изяснява, че „британците“ носят единен калибър, проектът е преработен за 10 305-mm оръдия. Но през 1909 г., когато проектът е готов и планират начало на строителство, идва известието за залагането във Великобритания на крайцерите от типа „Лайън“. Разбирайки, че няма да се справят със собствени сили, японците се обръщат към британските корабостроители. Избирайки между проектите на „Викерс“ и „Армстронг“, японските моряци предпочитат първия.
Проектът, разработен от Джордж Терстоун, представлява подобрен „Лайън“. По условията на договора главният кораб на проекта – „Конго“ (на японски: 金剛) е построен от британците, останалите 3 се строят в Япония с техническата помощ на „Викерс“. За първи път линеен крайцер получава 356-mm оръдия (14 дюйма), при това доста удачно разположени. Компоновката на самия кораб също е по-обмислена, отколкото на „Лайън“, и позволява без проблеми да се помести силовата установка. Дебелината на бронята е намалена с един дюйм, до 203 mm – японците също се надяват на обстрел от големи дистанции. Скоростта на крайцерите – 27,5 възела е напълно прилична, далечината на плаване е солидна.
| ТТХ на линейните крайцери тип „Конго“. 1916 г. |                |                      |                       |                               |                           |                        |                |
| Водоизместимост, t                             | Главен калибър | Противоминен калибър | Бордово брониране, mm | Брониране на кулите на ГК, mm | Брониране на палубата, mm | Силова установка, к.с. | Скорост, възли |
| 32 200                                         | 8×356 mm/45    | 16×152 mm/50         | 203                   | 229                           | 41 – 57                   | 64 000                 | 27,5           |

„Конго“ влиза в строй първи през 1913 г., година по-късно „Хией“ (на японски: 比叡) и „Харуна“ (на японски: 榛名), „Киришима“ (на японски: 霧島) влиза в строй през 1915 г. Японските адмирали са уверени, че разполагат с най-силните линейни крайцери в света. Но през лятото на 1916 г. стават известни шокиращите подробности от Ютландския бой, след което е осъзната уязвимостта на корабите от типа „Конго“ и те влизат в модернизационни програми, проточили се много години.

### Линейните крайцери на Русия
Успешните действия на броненосните крайцери на адмирал Камимура в хода на руско-японската война правят впечатление и на победените. Още през 1906 г. при разработката на новата концепция за използване на флота, важна роля се определя на „усиления броненосен крайцер“. Предполага се създаването на бързоходен кораб с въоръжение близко до линкорното, повишена скорост на хода и малко по-слабо брониране.
През 1911 г. е обявен международен конкурс за най-добър проект за такъв крайцер и през март 1912 г. победител става проектът на Адмиралтейския завод. В първоначалния вариант той има въоръжение от девет 356-mm оръдия, но според условията за управление на огъня решават за необходимо да добавят четвърта кула на главния калибър. Другите конкурсанти бързо представят свои четирикуполни варианти и в крайна сметка конкурсната комисия предлага да се обединят проектите на Адмиралтейския и Балтийския завод. На 6 декември 1912 г. са заложени наведнъж 4 линейни крайцера от типа „Измаил“. Влизането на крайцерите в строй се планира за 1916 г.
Впоследствие проектът е преправен, преди всичко в план на усилване на бронирането. Накрая Руският императорски флот трябва да получи доста солидни бойни единици, бързоходни (26,5 възела), мощно въоръжени (12 356-mm оръдия) и нелошо защитени. Фактически става дума за създаване на бързоходни линкори.
| Проектни ТТХ на линейните крайцери от типа „Измаил“ |                |                      |                       |                               |                           |                        |                 |
| Водоизместимост нормална, t                         | Главен калибър | Противоминен калибър | Бордово брониране, mm | Брониране на кулите на ГК, mm | Брониране на палубата, mm | Силова установка, к.с. | Скорост, възела |
| 32 500                                              | 12х356 mm/52   | 24х130 mm/55         | 237,5                 | 300                           | 37,5+60                   | 66 000 – 70 000        | 26,5 – 28,5     |

Но техническата сложност на проекта предопределя и многочислени проблеми. Руската промишленост не е готова да изпълни работите в пълен обем, налагат се закупки от чужбина, но през август 1914 г. започва Първата световна война. Първите три крайцера са спуснати на вода през 1915 г., но след това техният строеж рязко се забавя и в крайна сметка е прекратен.

## Линейните крайцери в Първата световна война

### Хелголандското сражение
През август 1914 г. в хода на разгърналите се във Франция боеве по суша, британското командване планира десант на части на морската пехота в Остенде. За прикритие на операцията е планиран набег над Хелголандския залив. Поставената задача е да се отвлече вниманието на противника, а при благоприятни обстоятелства да се унищожат немските дозорни сили.
За набега е отделен Харвичският отряд на леките сили – 2 леки крайцера и 35 разрушителя. Поддръжка трябва да им оказват големи кораби, в числото на които влизат 5 линейни крайцера под командването на вицеадмирал Дейвид Бийти. Планът на боя се строи с оглед на обстоятелството, че линейните сили на немците, стоящи във Вилхелмсхафен, не могат да излязат в морето до началото на прилива, който се очаква към 13 часа.
В ранното утро на 28 август 1914 г. леките сили на англичаните атакуват немските дозори, състоящи се от разрушители. Последните отстъпват към брега, известявайки командването за ситуацията. На помощ на атакуваните кораби се насочват немските леки крайцери. В хода на завързалите се по време на мъглата престрелки, британските кораби попадат в тежко положение и се обръщат към Бийти за помощ. Линейните крайцери, намиращи се на 50 мили от мястото на боя, незабавно се отправят за поддръжка, пренебрегвайки възможността да попаднат под атаките на подводниците на немците. Появата на линейните крайцери внася решителен обрат в хода на боя. Те потопяват 2 немски леки крайцера и принуждават останалите немски сили спешно да отстъпят.
Така, действайки в съответствие със своето тактическо предназначение, британските линейни крайцери оказват ефективна поддръжка на своите леки сили и осигуряват решителна победа.

### Фолкландското сражение
Разгромното поражение на британската ескадра в боя при Коронел е болезнено прието във Великобритания. Престижът на Кралския флот получава сериозен удар, а британската търговия в южната част на Тихия океан е практически прекратена.
Отчитайки силата на ескадрата на вицеадмирал Шпее, Фишър, вече като Първи морски лорд, решава да съсредоточи против нея очевидно превъзхождащи я сили. Главната роля в предстоящата операция имат линейните крайцери „Инвинсибъл“ и „Инфлексибъл“, отплавали в обстановка на пълна секретност за прехващане на противника.
Срещата на ескадрите става на 8 декември 1914 г. при Фолкландските острови. Против немските 2 броненосни и 3 леки крайцера, британците изправят 2 линейни, 3 броненосни и 2 леки крайцера. Ключов епизод в сражението се оказва противоборството на британските линейни крайцери с немските броненосни. Опита на немците да се откъснат от противника е неуспешен, поради явно превъзходство в скоростта, и Шпее е принуден да приеме неравния бой, който се разточва 4,5 часа поради желанието на англичаните да се държат отвъд пределите на ефективна далечина на стрелбата на немската артилерия. Разходът на снаряди от британските линейни крайцери е много голям, но в крайна сметка „Шарнхорст“ и „Гнейзенау“ са потопени с цената на нищожни загуби от страна на победителите. Съвременниците наричат Фолкландското сражение „битка между джуджета и великани“.

### Битката при Догер банк
В първия етап на войната германските линейни крайцери предприемат няколко нападения над британски портове. Освен нанасяне на непосредствен ущърб, командването на Флота на откритото море има и задачата по възможност да унищожава отделните отряди британски кораби. Макар резултатите от обстрелите да са незначителни, самият им факт прави угнетяващо впечатление на британската общественост, още повече че не успяват да прехванат противника.
На 23 януари 1915 г. ескадрата на вицеадмирал Хипер за пореден път излиза с цел нанасяне на удар по британските леки сили в района на Догер банк. В състава на ескадрата влизат 3 линейни и 1 броненосен крайцери, а също и 4 леки крайцера и 19 разрушителя. Британското командване, знаейки благодарение на радиоприхващанията за плановете на противника, съсредоточава в този район превъзхождащи сили под командването на Бити – 5 линейни крайцера, 6 леки крайцера и 35 есминеца.
В ранното утро на 24 януари 1915 г. противниците се срещат при източния край на Догер банк. Откривайки превъзходството на британските сили, Хипер обръща назад и така сражението прераства в преследване от британската ескадра на немските кораби. В хода на сражението англичаните допускат серия грешки в разпределението на целите, но постигат няколко успешни попадения. От британския огън сериозни щети получава линейният крайцер „Зайдлиц“, който оцелява само благодарение на щастлива случайност. На свой ред немците нанасят тежки повреди на линейния крайцер „Лайън“. След повече от час и половина престрелка англичаните успяват да повредят плаващия в края броненосен крайцер „Блюхер“, чиято скорост рязко пада. Хипер избира да изостави обречения кораб и на пълен ход се отправя към своето крайбрежие. Британската ескадра не преследва противника вследствие на проблеми с комуникациите и се заема да довърши „Блюхер“, който след отчаяна съпротива потъва, получавайки 70 – 100 попадения от тежки снаряди и 7 попадения на торпеда.
Сражението показва опасността при попадение в оръдейните кули с последващо запалване на зарядите, но съответните изводи са направени само от немците. Тактическата и артилерийската подготовка на ескадрата британски линейни крайцери се оказва не на висота. Заповедите на командването се разбират неправилно, а точността съставлява около 1% срещу 1,5% при немците. Някои от британските кораби стрелят още по-зле – линейният крайцер „Тайгър“ изстрелва 255 тежки снаряда и няма нито едно попадение в целта. Независимо от формалната победа на британците, боят не повлиява сериозно на съотношението на силите.

### Ютландското сражение
През януари 1916 г. командващ германския Флот на откритото море става адмирал Шеер – привърженик на активните настъпателни действия. Той разработва план, предвиждащ в частност набези на линейните крайцери, с главна задача унищожение на части на отделните съединения на Гранд Флийт (на английски: Grand Fleet) с превъзхождащи сили.
Нападенията на германските линейни крайцери над Ярмът и Лоустофт не носят сериозни резултати от военна гледна точка, но имат голямо пропагандно значение. Британската общественост започва рязко да критикува своя флот и да изисква по-резултатни действия.
Ободрен от успеха Шеер планира нова операция на линейните крайцери с обстрел на Съндърланд. Макар операцията в крайна сметка да е отменена, немското командване решава все пак да направи демонстрация в Северно море. Като свръх задача пред линейните крайцери е отвличането на преследващите ги британски кораби на немските главни сили, за което Флотът на откритото море отплава на 31 май 1916 г. към пролива Скагерак. Британското командване, имащо възможността да чете немските радиограми, на свой ред планира решителен разгром на противника и извежда в морето целия Гранд Флийт.
Ютландското сражение започва през втората половина на 31 май 1916 г. с бой между авангардите. Бийти, командващ британския авангард, разполага с 6 линейни крайцера, 4 бързоходни линкора от типа „Куин Елизабет“, а също и с леки сили. Командващият немския авангард Хипер има, освен леките сили, 5 линейни крайцера.
Почти веднага след откриването на противника Хипер започва да се оттегля по направление към своите главни сили, желаейки да заведе към тях британския авангард. Бийти на свой ред решително атакува немците, но поради проблеми със свръзката линкорите правят неверен маньовър и изостават, но даже така англичаните мислят, че имат достатъчно сили за победа.
Въпреки това началото на сражението е катастрофално за британците. Те отново объркват разпределението на целите, а от точността на огъня може още много да се желае. Само 14 минути след откриването на огъня немският линеен крайцер „Фон дер Тан“ потопява английския линеен крайцер „Индефатигейбъл“. Огънят на притеклите се британски линкори нанася известни повреди на немците, но само след още 14 минути немските линейни крайцери „Дерфлингер“ и „Зайдлиц“ потопяват английския линеен крайцер „Куин Мери“. Впоследствие, при срещата с главните сили на немците, Бийти обръща курса си за съединяване с Гранд Флийт. Противникът не успява да отреже и унищожи британския авангард, тъй като сериозно отстъпва по скорост.
Резултатите от боя на авангардите са еднозначен актив за немците. Разполагайки с много по-малки сили, те успяват да нанесат на противника тежки загуби. Характерно е, че на 4 попадения от британските линейни крайцери немците отговарят с 21.
| „                                                           | Действително в морската история на Англия няма примери, в който отряд кораби, подобен на отряда на Бийти, да пострада толкова жестоко от числено по-слаб неприятел. | “ |
| Ньюболт Г. Операции английского флота в мировую войну. Т.4. | |   |

Линейните крайцери вземат активно участие и във втората фаза на боя, когато се срещат главните сили на страните. Първоначално успехът отново съпътства немските кораби. Отначало „Лютцов“ съвместно с главните линкори обстрелва британските броненосни крайцери от близка дистанция. В резултат на това „Дифенс“ се взривява от огъня на „Лютцов“, а още два броненосни крайцера потъват по-късно. След това „Дерфлингер“ и „Лютцов“, с общи усилия, потопяват британския линеен крайцер „Инвинсибъл“, непредпазливо хвърлил се напред. Както и другите британски линейни крайцери, „Инвинсибъл“ става жертва на възпламеняване на боеприпасите и се взривява.
След това везните се наклоняват в полза на англичаните. При това съществено пострадват и германските линейни крайцери. „Лютцов“ и „Зайдлиц“ получават сериозни повреди, а от част от артилерията си се лишават „Фон дер Тан“ и „Дерфлингер“. В крайна сметка немците успяват да се откъснат от числено превъзхождащия ги противник, макар през нощта да има още цяла поредица случайни единични боеве. Вече на подхода към своя бряг немците са принудени да потопят тежко повредения „Лютцов“, но почти също толкова пострадалият „Зайдлиц“ успява да се добере до базата.
Така освен останалите загуби противниците се лишават и от 4 линейни крайцера – 3 британски и 1 немски. Като цяло германските линейни крайцери се показват като кораби, по-приспособени за бой с равен противник, отколкото английските. При последните се изясняват проблеми със защитата, особено с безопасността на боеприпасите.

### Операциите на линейния крайцер „Гьобен“
Към началото на Първата световна война Германия държи в Средиземно море линейния крайцер „Гьобен“ и лекия крайцер „Бреслау“, действащи там от 1912 г. След началото на военните действия двата кораба се насочват към Дарданелите, където и пристигат на 10 август 1914 г., като англичаните, имайки 4 броненосни крайцера в района, не се решават да влязат в бой с „Гьобен“. За да избегнат интернирането немските дипломати се договарят за фиктивната покупка на корабите от Турция и „Гьобен“ е официално преименуван на „Явуз Султан Селим“, но целият му екипаж си остава немски.
На 29 октомври 1914 г. „Гьобен“ открива военните действия по море с обстрел над Севастопол. Линейният крайцер значително превъзхожда всеки от броненосците на Черноморския флот по огнева мощ, а преимуществото по скорост му дава инициативата в боя. В резултат руските броненосци са принудени да действат много внимателно.
В първия етап на войната „Гьобен“ два пъти влиза в бой с ескадрата на Черноморския флот – на 18 ноември 1914 г. при нос Сарич и на 10 май 1915 г. в района на Босфора. И двете стълкновения са скоротечни и не водят до сериозни резултати. Сблъсквайки се с превъзходящи сили, линейният крайцер винаги има възможност да излезе от боя, освен това всеки броненосец е по-слаб от него по огнева мощ. За това „Гьобен“ господства в Черно море. Но ситуацията се променя, когато в състава на Черноморския флот влизат най-новите линкори от типа „Императрица Мария“. Чувствително превъзхождайки „Гьобен“ по огнева мощ, те толкова силно му отстъпват по скорост, но всъщност това положение е само на хартия. Износените валове не позволяват на „Гьобен“ да развие повече от 23 възела, а в същото време линкорите от типа „Императрица Мария“ имат скорост само с два възела по-ниска и напълно могат да си съперничат с него. В резултат на това в боя с линкора „Императрица Екатерина Велика“, на 8 януари 1916 г., „Гьобен“ с труд успява да се откъсне от преследването, получавайки повреди от огъня на руския линкор. Следващи операции във водите, където господства по-силен противник, са оценени като рисковани. В резултат руските линкори към края на 1916 г. окончателно изместват „Гьобен“ от Черно море, карайки го да се крие в проливите.
След излизането на Русия от Първата световна война германо-турското командване решава да използва „Гьобен“ и „Бреслау“ против британските кораби в района на Дарданелите. На 20 януари 1918 г. „Гьобен“ потопява два английски монитора, но след това се натъква на три мини и трудно се връща в Дарданелите, засядайки освен това и в плитчина. Макар крайцерът след дълги усилия да е спасен, неговата активна бойна служба с това завършва.
Независимо от липсата на големи победи, „Гьобен“ оказва сериозно влияние върху хода на бойните действия в региона и значително затруднява операциите на Черноморския флот.

## Проектиране и строителство на линейни крайцери в годините на Първата световна война

### Линейните крайцери на Великобритания
През октомври 1914 г. Джон Фишър се връща на поста Първи морски лорд и отново започва да издига любимата си идея – проект за бързоходен, мощно въоръжен и слабо брониран кораб. Резултатите от боевете в Хелголандския залив и особено Фолкландските острови като че ли потвърждават концепцията на адмирала. В резултат, независимо от съпротивата на У. Чърчил, Фишър успява да постигне спешно презалагане на линкорите „Ринаун“ (на английски: Renown) и „Рипалс“ (на английски: Repulse) като линейни крайцери.
Фактически корабите стават последващо развитие на линията „Инвинсибъл“. Много мощно въоръжение – шест 381-mm оръдия, много бързоходни – 32 възела, те носят все същата 152 mm поясна броня, съвършено незащитаваща от огъня на тежките оръдия. Чисто крайцерските качества при тези крайцери явно преобладават над бойните.
За нещастие на проекта, крайцерите влизат в строй скоро след Ютландското сражение и са посрещнати от моряците с краен скептицизъм. Адмирал Бийти даже заявява, че се отказва да ги води в бой. И действително за „белите слонове“, както ги кръщават във флота, е по-добре да стоят надалеч от сериозен противник. В единствената си сериозна операция „Рипалс“ точно така незабавно отстъпва, оказвайки се под огъня на немските линкори.
Но с тази двойка новаторската дейност на Фишър не свършва. През 1915 г. той постига залагането на 3 „големи леки крайцери“, които фактически може да се нарекат „леки линейни крайцери“. Тези кораби са предназначени за поддръжка на морския десант на балтийското крайбрежие на Германия – още една от любимите идеи на Фишър.
Първите два – „Корейджъс“ (на английски: Courageous) и „Глориъс“ (на английски: Glorious) представляват рязко увеличени леки крайцери с типичната за този клас защита – пояс 76 mm (реално 51 mm), много бързоходен – 32 възела, но въоръжен с четири 381-mm оръдия в две кули. Предполага се, че благодарение на малкото си газене те ще действат в плитки води, където големите кораби на противника не могат да проникнат.
„Корейджъс“ и „Глориъс“ влизат в строй през есента на 1916 г., когато балтийският десант вече не е на дневен ред за командването и то е затруднено да вкара в употреба необикновените кораби. В резултат ги определят за „ловци“ на леки крайцери, но и в това си качество те не успяват да се проявят с нищо. Във второто Хелголандско сражение те, изстрелвайки маса снаряди по немските леки крайцери, не постигат нито едно сериозно попадение и спешно се оттеглят, попадайки под огъня на дреднаутите.
Още по-екстравагантен се оказва „Фюриъс“ (на английски: Furious) – третият крайцер на серията. При близки тактико-технически характеристики като на останалите кораби от серията, той носи само две оръдия от главния калибър, но за сметка на това 457-милиметрови. Абсурдността на проекта скоро става прекалено очевидна и още на стапела крайцерът започва да бъде преправян на своеобразен „полусамолетоносач“
През 1915 г. Фишър предлага да се построи линейният крайцер „Инкомпарабъл“ (на английски: Incomparable). Характеристиките на проекта потрисат както със своята мощ, така и с небалансираността си – шест 508-mm оръдия, скорост 35 възела и защита от 229 mm пояс. Впрочем Съветът на Адмиралтейството го отклонява.
Проектът на последния линеен крайцер на Британия, въплътен в метал, се развива дълго и сложно. Първоначално той се проектира като линкор, но тъй като Гранд Флийт си има достатъчно такива, решават да създадат линеен крайцер. Първоначалните характеристики са небалансирани – осем 381-mm оръдия, скорост – 32 възела и броня по борда 203 mm – даже по-малко отколкото на стоящите в строй събратя. Главният крайцер на проекта „Худ“ (на английски: Hood) е заложен на 31 май 1916 г. – в деня, когато става печалното за британските линейни крайцери Ютландско сражение.
Реализацията на проекта е спряна и той е подложен на щателна преработка. Въоръжението остава без промяна, скоростта се снижава до 30 възела, за сметка на това бордовото брониране се усилва 1,5 пъти – до 305 mm. През 1916 г. са заложени още 3 крайцера от серията. Както и следва да се очаква, „Худ“ не участва във войната и е бавно достроен към 1920 г. Строителството на останалите три кораба е спряно още през 1917 г., а скоро след края на войната поръчките са анулирани.
В резултат на всички направени изменения, „Худ“ се оказва най-големият военен кораб в света. Съчетанието от неговите тактико-технически характеристики се оценява като превъзходно и за много години „Худ“ става гордост и визитна картичка на Кралския флот.
| Сравнителни ТТХ на британските линейни крайцери от 1916 – 1920 г. |                            |                           |                           |                            |
|                                                                   | „Ринаун“                   | „Корейджъс“               | „Фюриъс“                  | „Худ“                      |
| Пълна водоизместимост, t                                          | 30 835                     | 22 690                    | 22 890                    | 45 200                     |
| Артилерия на главния калибър                                      | 6×381 mm/42                | 4×381 mm/42               | 2×457 mm/40               | 8×381 mm/42                |
| Противоминен калибър                                              | 17×102 mm/44,3             | 18×102 mm/44,3            | 11×140 mm/50              | 12×140 mm/50               |
| Бордово брониране, главен пояс mm                                 | 152                        | 51 – 76                   | 51 – 76                   | 130 – 305                  |
| Брониране на палубите, mm                                         | 76                         | 20 – 40                   | 20 – 76                   | 51 – 102                   |
| Брониране на кулите на ГК, mm                                     | 280                        | 280 – 330                 | 229                       | 380                        |
| Силова установка                                                  | паротурбинна, 112 000 к.с. | паротурбинна, 90 000 к.с. | паротурбинна, 90 000 к.с. | паротурбинна, 144 000 к.с. |
| Максимална скорост, възела                                        | 30                         | 32                        | 31                        | 31                         |

### Линейните крайцери на Германия
Линеен крайцер от нов проект в Германия започват да разработват още преди войната, през 1912 г. Разработката тече сложно, тъй като моряците и морският министър Тирпиц спорят за калибъра на главната артилерия. Първите смятат за достатъчен 305 mm, Тирпиц настоява за неговото увеличение. В крайна сметка връх взима министърът.
Новите линейни крайцери са заложени през 1915 г., вече по време на войната и са известни като типа „Макензен“ (на немски: Mackensen). Предполага се строителството на 7 кораба. От конструктивна гледна точка те са вариант на линейните крайцери от типа „Дерфлингер“, но по-големи за сметка на поставянето на осем 350-mm оръдия. Естествено налага се увеличаване на мощността на машините и в резултат на това водоизместимостта на „Макензен“ трябва да е с 5000 тона по-голяма, отколкото на прототипа.
От проекта „Макензен“ фактически са заложени 4 кораба. През 1917 г. два от тях са спуснати на вода, но не успяват да ги достроят, за щастие на британците. По сумарни бойни характеристики тези кораби видимо превъзхождат даже най-новите линейни крайцери на Гранд Флийт.
Останалите 3 кораба от серията решават да построят по изменен проект, въоръжавайки ги с оръдия калибър 380 mm. Водоизместимостта отново нараства, предполага се известно снижение на скоростта. От тях успяват да заложат само главния кораб, „Eрзац Йорк“ (на немски: Ersatz Yorck) през 1916 г., собствено име той така и не получава. До залагане на останалите не се стига.
Освен това в Германия са разработени редица проекти на линейни крайцери с 420-mm артилерия, тяхното залагане е планирано за края на 1918 г., но към този момент Германия вече е загубила войната.
| Сравнителни ТТХ на германските линейни крайцери заложени през войната |                           |                           |
|                                                                       | „Макензен“                | „Ерзац Йорк“              |
| Пълна водоизместимост, t                                              | 36 000                    | 38 500                    |
| Артилерия на главния калибър                                          | 8×350 mm/45               | 8×380 mm/45               |
| Противоминен калибър                                                  | 12×150 mm/45              | 12×150 mm/45              |
| Бордово брониране, главен пояс, mm                                    | 300                       | 300                       |
| Брониране на палубите, mm                                             | ?                         | ?                         |
| Брониране на кулите на ГК, mm                                         | 320                       | 300                       |
| Силова установка                                                      | паротурбинна, 90 000 к.с. | паротурбинна, 90 000 к.с. |
| Максимална скорост, възела                                            | 28                        | 27,25                     |

## Оценка на линейните крайцери през Първата световна война
За сравнението между британските и немските линейни крайцери от времената на Първата световна война е необходимо да се отделят два аспекта: тактическите доктрини, заложени в основата на проектите, и реалното бойно използване.
В проекта на британските линейни крайцери преобладава именно крайцерската съставляваща. Освен висока скорост те трябва да имат солидна далечина на плаване и добра мореходност. Кръгът задачи, възлагани им в Кралския флот, също е много широк. Тук има и разузнаване, и поддръжка на леките сили, борба с вражески рейдери и действия в качеството на бързоходен боен отряд на флота, без продължителен огневи контакт с адекватен противник.
Когато британските линейни крайцери се използват в съответствие с базовата концепция, те действат напълно успешно, доказателство за това са Хелголандското и Фолкландското сражения. Но дадената идея съвършено не отчита манталитета на британските моряци. Експертите още преди войната справедливо отбелязват, че получавайки в свое разпореждане толкова мощно въоръжени кораби, британският адмирал непременно ще ги поведе в решително сражение. Така и се случва в Ютландското сражение, където линейните крайцери са използвани в пълно противоречие с идеите на Фишър. В съчетание с недостатъците в броневата защита и повишената взривоопасност на британския кордит, съхраняван в копринени картузи, а също и с неудачна конструкция на куполните елеватори, неподсигуряващи защита от проникване на пламък в погребите с боеприпаси, това води до трагични последствия.
В противоположност на британския подход, немските линейни крайцери са напълно подходящи кораби за тези боеве, които им се налага да водят всъщност. Като цяло отстъпвайки на британците по тегло на бордовия залп, те са доста по-хармонични именно като кораби за сериозен бой и по същество са не крайцери, а бързоходни линкори. Високата мореходност и още повече далечината на плаване за Северно море не са критично важни и в този смисъл немските проектанти се оказват по-прозорливи от британските.
| Защита и огнева мощ на линейните крайцери от Първата световна война |                |                 |                |                |                |                |               |              |
|                                                                     | „Инвинсибъл“   | „Индефатигебъл“ | „Лайън“        | „Куин Мери“    | „Тайгър“       | „Ринаун“       | „Фон дер Тан“ | „Дерфлингер“ |
| Държава                                                             | Великобритания | Великобритания  | Великобритания | Великобритания | Великобритания | Великобритания | Германия      | Германия     |
| Маса на бронята, t                                                  | 3460           | 3735            | 6400           | 6995           | 7390           | 5431           | 6450          | 9230         |
| Маса на бронята в % от нормалната водоизместимост                   | 20,1           | 19,9            | 24,2           | 24,5           | 25,8           | 16,6           | 33,3          | 35,5         |
| Най-голяма дебелина на главния броневи пояс, mm                     | 152            | 152             | 229            | 229            | 229            | 152            | 250           | 300          |
| Най-голяма дебелина на броневата защита на кулите на ГК, mm         | 178            | 178             | 229            | 229            | 229            | 280            | 230           | 270          |
| Маса на бордовия залп от ГК, kg                                     | 2316 – 3088    | 3088            | 4536           | 5080           | 5080           | 5274           | 2416          | 3232         |

| „                                         | При обективната оценка на историята на развитие на германските линейни крайцери за периода 1907 – 1918 г., става ясно, че те по своите бойни качества са най-добрите бойни кораби за този период благодарение на по-малкото тегло на корпуса и машинно-котелната установка, по-доброто брониране, а също и затова че зарядите барут за оръдията, ако и да ги обхване пламък, изгарят без взрив, както това се случва на британските кораби. | “ |
| Мужеников В.Б. Линейные крейсера Германии | |   |

## Развитие на линейните крайцери в първите следвоенни години
Веднага след края на „последната от войните“ гонката в морските въоръжения продължава с небивала сила. Тласък на това дава решението на Конгреса на САЩ прието още през 1916 г. за рязко увеличаване на американските ВМС. Цел на програмата става създаването на „флот, неотстъпващ на никого“ и способен едновременно да противостои и на Великобритания, и на Япония. Видно място в американските корабостроителни планове заемат линейните крайцери, които флотът на САЩ до този момент няма.
Предлага се да се строят линейни крайцери от типа „Лексингтън“. Проектът се получава достатъчно своеобразен. Мощното въоръжение от осем 406-mm оръдия и пределната скорост на хода се съчетават с крайно слаба за capital ships бронева защита. Тактическото предназначение на корабите остава неясно. За унищожаване на леки сили те са абсурдно големи и скъпи, а влизането в бой с адекватен противник за тях е прекалено опасно. Въпреки това американците през 1920 – 1921 г. залагат наведнъж 6 такива единици.
Американските планове предизвикват сериозно безпокойство у другите морски държави. Първа реагира Япония, която приема програмата си „8 – 8“, според която в частност се предполага построяването на 8 линейни крайцера. Първата четворка – типа „Амаги“ е заложена 1920 – 1921 г. Въоръжението им е по-силно, отколкото при американските им опоненти – 10×410-mm оръдия, бронирането е чувствително по-добро, макар и да не предпазва от 16" снаряди, но скоростта съставлява само 30 възела.
Още по-мощни обещават да бъдат следващите 4 кораба, известни като тип № 13. Бидейки по-големи от „Амаги“, те носят доста дебела броня, развиват същата скорост, а въоръжението се планира в състав осем 460-mm оръдия.
Определена активност показват и британците. Макар към 1920 г. те да имат най-големия флот в света, голяма част от британските кораби изглежда доста скромно на фона на перспективните бойни единици на САЩ и Япония. Към 1921 г. е разработен проектът за линеен крайцер „G3“. Бидейки по-голям отколкото американските и японските кораби, той хармонично съчетава в себе си мощно въоръжение (9×406-mm оръдия), добро брониране и висока скорост – до 32 възела. По същество надхвърля последващото развитие на тежките артилерийски кораби, бидейки доста подобен на линкорите построени през 1930-те години. Предлага се построяването на 4 кораба от този тип, но всъщност не се стига дори до залагането им.
| Сравнителни ТТХ на проектите за линейни крайцери от началото на 1920-те г. |                                 |                               |                               |                               |
|                                                                            | „Лексингтън“                    | „Амаги“                       | „№13“                         | „G3“                          |
| Държава                                                                    |                                 |                               |                               |                               |
| Пълна водоизместимост, т                                                   | 51 217                          | 47 000                        | 47 500                        | 53 909                        |
| Артилерия на главния калибър                                               | 8 × 406-мм/50                   | 10 × 410-мм/45                | 8 × 460-мм/45                 | 9 × 406-мм/45                 |
| Среден калибър                                                             | 16 × 152-мм/53                  | 16 × 140-мм/50, 6 × 120-мм/45 | 16 × 140-мм/50, 8 × 120-мм/45 | 16 × 152-мм/50, 6 × 120-мм/43 |
| Бордово брониране, главен пояс, мм                                         | 178                             | 254                           | 330                           | 305 – 355                     |
| Брониране на палубите, мм                                                  | ?                               | 98                            | 127                           | 100 – 200                     |
| Брониране на кулите на ГК, мм                                              | 280                             | ?                             | ?                             | 430                           |
| Енергетична установка                                                      | турбоелектрическа, 180 000 к.с. | паротурбинна, 131 200 к.с.    | паротурбинна, 150 000 к.с.    | паротурбинна, 160 000 к.с.    |
| Максимална скорост, възела                                                 | 33,5                            | 30                            | 30                            | 31 – 32                       |

Великобритания след войната се намира в тежко финансово положение, финансови трудности изпитва и Япония. Що се касае САЩ – най-богатата страна по онова време, то и при тях възникват определени проблеми.
| „                            | Когато американските политици узнават характеристиките на новите кораби, които подготвят за строителство Англия и Япония, те се замислят. Едно е да бърбориш от трибуната за „изпълняване на дълга на Съединените щати като лидер на демократическото движение“, съвсем друго е да прахосаш напразно огромни суми. | “ |
| Смит П. Закат владыки морей. | |   |

В резултат на това през 1922 г. е организирана международна конференция по морските въоръжения, която води до подписването на Вашингтонското морско съглашение. Строителството на линкори и линейни крайцери е прекратено и в гонката на линкорите настъпва пауза.

## Последните линейни крайцери
Линкорната ваканция официално приключва през 1936 г., но строителството на линейни крайцери от класическия тип повече не се възобновява. Прогресът в областта на корабните движители прави този специфичен клас ненужен – много по-практично изглеждат пълноценните бързоходни линкори.
Въпреки това във военноморската литература има широко разпространение определението „линеен крайцер“ по отношение на цял ред проекти кораби, които са построени, строят се или само се проектират в периода 1930-те – 1940-те години. Тези проекти се подразделят на две групи:
- Малки линкори, построени за специфични тактически задачи, а също и поради финансови или политически ограничения;
- Своеобразни свръхкрайцери, предназначени, главно, за унищожаване на тежките крайцери.

### Линейните крайцери на Франция
Франция, имаща право да построи след 1927 г. линкори с обща водоизместимост от 70 000 тона, не бърза да се възползва от него. Импулс за проектирането на нови бойни единици става вестта за залагането в Германия на първия „джобен линкор“. Излиза необходимост от бързоходни ловци за новите немски рейдери, но френският парламент не желае да отделя средства, за това и проектът е разработен с оглед крайно тежки финансови ограничения.
„Дюнкерк“, който става първият бързоходен линкор, а поради упоменатите ограничения, фактически съответстващ на линеен крайцер, е построен с изобилие от нетрадиционни решения. За първи път са поставени четириоръдейни кули за главния калибър, при това и двете на носа. Калибърът – 330 mm, е избран с оглед постигане на огнево превъзходство над корабите от типа „Дойчланд“, бронирането е разчетено да противостои на огъня на техните 283-mm оръдия. Скоростта е висока, далечината на плаване – значителна, но самият „Дюнкерк“ става 2,5 пъти по-голям по водоизместимост, отколкото неговия предполагаем противник. На следващия кораб от този тип „Страсбург“ бронирането е леко усилено, но то все пак остава недостатъчно срямо линкорните мерки. Фактически той може да се нарече малък линкор.
| „                                     | Проектът се отличава с много новаторски идеи и за своя размер „Дюнкерк“ и „Страсбург“ са във висша степен мощни и добре защитени кораби. Особено удачни по замисъл са системата за ПТЗ, добрата хоризонтална защита и мощната универсална батарея. Като линейни крайцери те са превъзходни, но за бой с линкори не стават. | “ |
| Сулига С. В. „Дюнкерк“ и „Страсбург“. | |   |

Впоследствие французите преминават към строителството на пълноценните линкори от типа „Ришельо“.

### Линейните крайцери на Германия
Към разряда на линейните крайцери също често отнасят немските кораби от типа „Шарнхорст“. Построени в много сложна политическа обстановка, те нямат пряка приемственост с линейните крайцери от Първата световна война. Фактически проектът изниква от „джобния линкор“ и първоначално „Шарнхорст“ и „Гнейзенау“ са заложени именно като 4-ти и 5-и кораб на типа „Дойчланд“.
Появата на „Дюнкерк“ принуждава немците да усилят въоръжението и особено бронирането, което повлича след себе си ръст във водоизместимостта. Защитата на корабите се оказва сравнително надеждна за техните скромни, по линкорските мерки, размери, макар и да има доста уязвими места. Скоростта е висока, а радиусът на действие достатъчен за действия в Атлантика. Заедно с това, главно по политически съображения, „Шарнхорст“ и „Гнейзенау“ са снабдени с 283-mm оръдия, прекалено слаби за бой с линкорите. В хода на войната е планирано да се превъоръжат с 380-mm калибър, но така и не успяват да го направят.
| „                                               | Фактически това са последните в света линейни крайцери в този им вид, както традиционно си ги представя германския флот. Желанието да имат аналогични кораби подбужда ръководството на САЩ, Япония, Нидерландия и особено СССР да санкционират работи за тяхното създаване. Тези последователи на „Шарнхорст“ се отличават с по-висока скорост, понякога и с по-мощно въоръжение, но с несъизмеримо по-лоша защита, което ги прави морално остарели още преди залагането им. | “ |
| Сулига С. В. Линкоры „Шарнхорст“ и „Гнейзенау“. | |   |

През 1937 г. командването на Кригсмарине планира постройката на 12 мощни океански рейдера под условния шифър „P“. Макар планът да се оказва непосилен за германската промишленост, проектът продължава да има развитие и през 1939 г. е подготвен проект за линеен крайцер „O“. Това трябва да са кораби с водоизместимост около 30 000 тона, с въоръжение от шест 380-mm оръдия. Скоростта и далечината на плаване се предполага да са високи, но нивото на броневата защита е явно недостатъчно. Планира се използването на тези бойни единици за нападения на британските конвои.
Построяването на три кораба с условни обозначения „О“, „Р“ и „Q“ трябва да стартира през 1940 г., но фактически дори и не започва. Впрочем това по-скоро е добре за Третия райх, тъй като проектът се оказва доста неудачен и видимо се обяснява с пристрастията на А. Хитлер към големите кораби.
| „                         | Неудачният избор на главните характеристики се основава на концепция, която е актуална преди 25 години. …самите немци считат крайцерите „О“, „Р“ и „Q“ за съвършено неудачни по концепция. В професионалните кръгове този проект е известен под името „Ohne Panzer Quatsch“ – „безбронен нонсенс“. | “ |
| Суперкрейсера 1939 – 1945 | |   |

### Линейните крайцери на Япония
Към края на 1930-те години линейните крайцери от типа „Конго“ са остарели. Паралелно нито един от японските линкори не може да съпровожда авионосните ударни съединения поради ниска скорост. Допълнителен тласък дават дошлите от САЩ сведения за началото на проектирането на крайцерите от типа „Аляска“. Японците веднага пристъпват към ответни мерки.
От конструктивна гледна точка проектът „В-65“ е умален линкор „Ямато“ и много напомня външно на него. Стандартната водоизместимост впрочем съставя само 32 000 тона. Надявайки се на огнево превъзходство над противника, японците планират да поставят на своите линейни крайцери 310-mm оръдия в три триоръдейни кули. Бронирането е разчетено да противостои на 305-mm снаряди, но само на големи дистанции. Скоростта на крайцерите трябва да достигне 33 възела. На корабите се планира поставянето и на солидна по японските стандарти зенитна артилерия, включваща най-новите 100-mm оръдия.
През 1941 г., когато стават известни по-детайлните характеристики на американските еднокласници, особено тяхната артилерия, проектът е преправен на „В-65“, снабдени с шест 356-mm оръдия в три кули.
Поръчките за новите кораби се планират за 1942 г., първите два даже получават и строителни номера, но с началото на войната за Тихия океан японският флот предпочита да строи само самолетоносачи.

### Линейните крайцери на СССР
Десетилетната програма за развитие на съветския ВМФ (1937 – 1945 г.) предвижда, освен всичко останало, построяването на 15 „тежки“ крайцера, които напълно може да се нарекат линейни. Заданието за проектиране е дадено през 1937 г. и предвижда бързоходен крайцер с водоизместимост 22 000 – 23 000 тона, въоръжен с девет 254-mm оръдия. Проектът е завършен на следващата година, но после се иска и подсигуряване на възможност за борба с корабите от типа „Шарнхорст“. В резултат главният калибър нараства до 305 mm, нараства и водоизместимостта, до размерите на пълноценен вашингтонски линкор.
През 1939 г. става залагането на първите два крайцера от типа „Кронщат“. Строителството се води с големи затруднения, особено проблематично стои въпросът с въоръжението, което даже не е разработено. Поради това съветското правителство сключва договор с германската фирма „Круп“ за доставка на 6 двуоръдейни кули с 380 mm оръдия, произведени за свалените от строителство линкори за немския флот. Този договор поражда проекта 69И с германска артилерия.
През юли 1941 г. всички работи по строителството на тежките крайцери са преустановени при готовност 10,6 – 11,6%. След войната дострояването е признато за нецелесъобразно.
Оценявайки проекта 69, може да се каже, че крайцерът има достатъчно съвършена артилерия на главния калибър, но съвършено недостатъчна спомагателна, както противоминна, така и зенитна. Скоростта е прилична, но бронирането може сигурно да защитава само от снарядите на тежките крайцери.
Въпреки това епопеята с „тежките“ крайцери получава продължение, тъй като Й. В. Сталин питае особено пристрастие към тези кораби. Още през времето на войната се разработва тежкият крайцер проект 82 с артилерия калибър 220 mm. През 1947 г. Сталин иска въоръжаването им с 305-mm оръдия. Проектът е радикално преработен и е подготвен към 1950 г., като отново по искане на Сталин опитват да увеличат скоростта до 35 възела.
По същество проект 82 повтаря довоенния проект 69, но на ново качествено ниво. Нараства скоростта, усилва се зенитната артилерия, появяват се радиолокатори. Но бронирането, както и преди, защитава само от 203-mm снаряди. Новият военноморски министър Николай Кузнецов изказва отрицателното си мнение за проекта:
| „                                                                                        | Тежък, неясен кораб. Не се вижда, целта да оправдава средствата. Много скъп кораб… | “ |
| Васильев А., Морин А. Суперлинкоры Сталина. „Советский Союз“, „Кронштадт“, „Сталинград“. |                                                                                    |   |

Главният крайцер „Сталинград“ е заложен през 1951 г., а на следващата година още два. Строителството се води със сериозно изоставане от графика и е прекратено през 1953 г., месец след смъртта на Сталин.

### Линейните крайцери на Нидерландия
През 1939 г. с линейни крайцери решава да се обзаведе и Нидерландия. Имайки обширни колонии на островите на Югоизточна Азия, нидерландците с голямо безпокойство наблюдават ръста на могъществото на японския флот. Особени опасения предизвикват многобройните и доста мощни тежки крайцери на японците, и именно за борба с тях е решено да се създадат крайцерите от проекта „1047“.
Първите стъпки показват липсата на достатъчно опит у нидерландските корабостроители, за да проектират подобен кораб. Обръщат се за помощ към Германия, в резултат на което проектът придобива типично немски характер. В крайна сметка се оформя крайцер с водоизместимост около 28 000 тона, въоръжен с германски 283-mm оръдия и снабден с броня, достатъчна за защита от огъня на японските тежки крайцери. Предполага се достигането на доста висока скорост – 34 възела. Към положителните черти на проекта се отнасят снабдяването на крайцерите с доста съвършена, макар и немногобройна универсална и зенитна артилерия.
Трите кораба от проект „1047“ трябва да са готови към 1944 г., вече са поръчани материалите, механизмите и въоръжението, но немското нахлуване в Нидерландия през май 1940 г. поставя кръст на тези планове.

### Линейните крайцери на САЩ
Започналата в Европа война слага край на всички ограничения върху въоръжаването и американските адмирали вече могат да си поръчат всякакви кораби. Сред първостепенните задачи е и създаването на свръхтежък крайцер, способен с лекота да унищожава тежките крайцери на японците, внушаващи сериозно безпокойство. Не всички от ръководството на ВМС на САЩ приветстват дадената идея, но нейните привърженици доказват, че бъдещите кораби ще бъдат доста полезни и като ескорт на авионосните съединения, тъй като американските линкори, даже най-новите, нямат достатъчно скорост за това.
Резултат на това става проектът „Аляска“, който е класифициран като „голям крайцер“, непредназначен за бой с линейните сили на противника. Въоръжението, състоящо се от девет 305-mm оръдия, има много тежък снаряд, позволяващ му да се справи с всеки един японски крайцер, а бронята подсигурява защитата от техния огън. Скоростта е висока, а зенитното въоръжение е мощно, както при всички американски кораби военна постройка.
При това огромният и много скъп крайцер е съвършено непригоден за бой с линкори – те пробиват бронята му практически на всички дистанции. Още един недостатък е почти пълното отсъствие на подводна защита, когато даже едно торпедо лесно може да го насочи към дъното. Главният им недостатък е времето за влизането им в строй – лятото на 1944 г.
| „                                                                         | Прекалено големи и скъпи, за да се използват в качеството на крайцери, и прекалено слаби и уязвими за съвместни операции с линкорите, освен това и явно закъснели с появата си на бял свят, те по оценката на самите американски специалисти са „най-безполезните от големите кораби, построени в епохата на Втората световна война“. | “ |
| Кофман В. Л. Суперкрейсера 1939 – 1945. „Большие крейсера“ типа „Аляска“. | |   |

В резултат планираната серия от 6 единици не се осъществява. В строй влизат само „Аляска“ и „Гуам“, почти готовият „Хаваи“ не се достроява, останалите 3 даже не са заложени.
| Сравнителни ТТХ на линейните крайцери от периода 1930 – 1940 г. |                            |                              |                            |                            |                             |                            |                            |
|                                                                 | „Дюнкерк“                  | „Шарнхорст“                  | „Кронщат“ (недостроен)     | „Аляска“                   | тип „O“ (проект)            | тип „B-65“ (проект)        | тип „1047“ (проект)        |
| Държава                                                         | Франция                    | Германия                     | СССР                       | САЩ                        | Германия                    | Япония                     | Нидерландия                |
| Пълна водоизместимост, t                                        | 34 800                     | 39 000                       | 41 500                     | 34 300                     | 35 700                      | 34 800                     | 31 000                     |
| Артилерия на главния калибър                                    | 2×4 – 330 mm               | 3×3 – 283 mm                 | 3×3 – 305 mm               | 3×3 – 305 mm               | 3×2 – 380 mm                | 3×3 – 310 mm               | 3×3 – 283 mm               |
| Противоминни оръдия                                             | -                          | 12×150 mm                    | 8×152 mm                   | -                          | 6×150 mm                    | -                          | -                          |
| Универсални оръдия                                              | 16×130 mm                  | -                            | -                          | 12×127 mm                  | -                           | 16×100 mm                  | 12×120 mm                  |
| Зенитна артилерия                                               | 8 – 10×37 mm               | 14×105 mm, 16×37 mm, 8×20 mm | 8×100 mm, 28×37 mm         | 56×40 mm, 34×20 mm         | 8×105 mm, 8×37 mm, 20×20 mm | 20×25 mm                   | 14×40 mm, 8×20 mm          |
| Бордово брониране, главен пояс, mm                              | 225(283)                   | 350                          | 230                        | 229                        | 190                         | 190                        | 250                        |
| Брониране на палубите, mm                                       | 130+40                     | 50+105                       | 90+30                      | 36+102                     | 90                          | 125                        | 130                        |
| Брониране на кулите на ГК, mm                                   | 330 – 360                  | 360                          | 330                        | 325                        | 220                         | ?                          | 300                        |
| Силова установка                                                | паротурбинна, 135 000 к.с. | паротурбинна, 160 080 к.с.   | паротурбинна, 201 000 к.с. | паротурбинна, 150 000 к.с. | паротурбинна, 176 000 к.с.  | паротурбинна, 160 000 к.с. | паротурбинна, 180 000 к.с. |
| Максимална скорост, възела                                      | 31,5                       | 32                           | 33                         | 33                         | 33,5                        | 33 – 34                    | 34                         |

## Линейните крайцери във Втората световна война

### Линейните крайцери на Франция
През август 1939 г. двата френски линейни крайцера влизат в състава на т.нар. „Рейдерско съединение“ (на френски: Force de Raid), което се базира в Брест и е предназначено за противодействие на германските рейдери, преди всичко на „джобните линкори“. В хода на първия период на войната крайцерите прикриват ред важни конвои, а също участват в неуспешните издирвания на германските линейни крайцери в Северно море.
През април 1940 г. съединението преминава в Средиземно море и се пребазира в Мерс ел-Кебир. След капитулацията на Франция именно тези кораби стават главна цел на британския флот, в операцията „Катапулт“. На 3 юли 1940 г. френските сили в Мерс ел-Кебир са атакувани от британското Съединение H. „Дюнкерк“, бидейки флагман на френската ескадра, се опитва да излезе от залива, но получава 4 попадения от тежки снаряди и излиза от строй, убедително потвърждавайки слабостта на своята защита. „Страсбург“ успява да избегне попадения и се измъква в Тулон, преследван от линейния крайцер „Худ“. През 1941 – 1942 г. „Страсбург“ е флагманският кораб на френския флот.
На 6 юли 1940 г. „Дюнкерк“ е атакуван от британски палубни торпедоносци „Суордфиш“ и макар да не е уцелен от нито едно торпедо, детонацията на дълбочинните бомби на стоящия при борда стражеви кораб води до нови тежки повреди. Корабът е отремонтиран едва към юни 1941 г., но в Тулон той пристига едва на 20 февруари 1942 г.
В Тулон френските линейни крайцери крайно рядко излизат в морето поради липса на гориво. На 27 ноември 1942 г., след навлизането на немските войски в Южна Франция, екипажите потопяват и двата кораба, като „Дюнкерк“ направо в дока. След войната двата линейни крайцера са извадени, но не ги възстановяват и през 1955 г. са продадени за скрап.

### Линейните крайцери на Великобритания
В междувоенния период, когато строителството на нови капитални кораби е забранено, особено място във военноморските програми заемат модернизациите на корабите ветерани от ПСВ. Не са изключение и британските линейни крайцери, които в резултат на Вашингтонския договор остават към края на 1920-те години 3 единици.
През 1920-те – 1930-те години „Худ“ преминава през редица частични модернизации, получавайки бордова авиация и съществено усилена зенитна артилерия. През 1938 г. е планирана основна модернизация, в хода на която е набелязана замяната на противоминната и зенитната артилерия с универсална, а също и отстраняване на главния недостатък на „Худ“ – прекалено слабата хоризонтална защита. Започналата война спира тези планове, тъй като „Худ“ е смятан за прекалено ценна бойна единица.
Първият период на войната „Худ“ действа в състава на Флота на метрополията, участва в опитите за прихващане на вражеските рейдери и съпровожда особено ценните конвои. От май 1940 г. „Худ“ става флагман на Съединение „H“, което и оглавява в хода на нападението на британския флот върху френските кораби в Мерс ел-Кебир. С няколко попадения, той след това безуспешно преследва линейния крайцер „Страсбург“.
След връщането си в състава на Флота на метрополията „Худ“ отново неуспешно се опитва да прихваща немските рейдери. На 24 май 1941 г. „Худ“ съвместно с линкора „Принц оф Уелс“ влиза в района на Датския пролив в бой с отряд германски кораби, включващ линкора „Бисмарк“ и тежкия крайцер „Принц Ойген“. В хода на последвалия артилерийски дуел „Худ“ е отначало повреден, а след петия залп на „Бисмарк“ се взривява, разчупва се на части и потъва за по-малко от 3 минути.
„Ринаун“ и „Рипалс“ имат през 1920-те – 1930-те години две мащабни модернизации. На двата кораба е усилена броневата защита и е увеличен броят на зенитните оръдия. Най-кардинална е модернизацията на „Ринаун“, който освен горното получава нова силова установка и замяна на противоминната артилерия с универсална такава. В този си вид те влизат във Втората световна война.
„Рипалс“ в началото на войната се занимава главно със съпровождане на войсковите конвои. През април 1940 г. „Рипалс“, както и неговият систършип, участва в Норвежката кампания. Полученият в нея опит от бойните действия кара Адмиралтейството да смята, че зенитното въоръжение на „Рипалс“ е явно недостатъчно за операции в европейски води. В резултат „Рипалс“ е изпратен в Далечния Изток, тъй като се счита, че японската авиация е много изостанала. Погрешното мислене си проличава на 10 декември 1941 г., когато „Рипалс“ също и линкорът „Принс оф Уелс“ са атакувани от масирани сили на японската базова авиация в района на Куантан. В хода на последователните си атаки японските летци имат 5 торпедни попадения, след което „Рипалс“ се преобръща и потъва.
В началото на войната „Ринаун“ се занимава с лов на немските „джобни линкори“ и блокадопробивачи. През април 1940 г. той заедно с „Рипалс“ взема участие в Норвежката кампания и на 9 април влиза в бой с германските линейни крайцери. В хода на сражението „Ринаун“ постига 2 – 3 попадения в „Гнейзенау“ и принуждава немците да се спасяват с бягство. От средата на 1940 г. до ноември 1941 г. „Ринаун“ действа главно в Средиземно море и рядко излиза в Атлантика за издирване на немските рейдери. По-късно крайцерът курсира между Норвежко и Средиземно море, успешно изпълнявайки функциите на прикритие на арктическите конвои и кораб за огнева поддръжка. От януари 1944 г. „Ринаун“ става флагман на Източния флот и участва в боевете срещу Япония. През 1946 г. „Ринаун“ е изваден в резерв, а през 1948 г. е продаден за скрап.

### Линейните крайцери на САЩ
Кариерата на най-големите американски крайцери се оказва тривиална. „Аляска“ влиза в строй през юни, а „Гуам“ през октомври 1944 г. До началото на 1945 г. крайцерите се занимават с бойната си подготовка, след това са включени в състава на 58-о оперативно съединение (Task Force. 58). Двата кораба участват в операциите по превземане на Иво Джима и Окинава. На 18 март 1945 г. те постигат единствения си боен успех в своята кариера – „Аляска“ сваля 2 японски самолета, а „Гуам“ – 1.
Още през февруари 1947 г. и двата крайцера са извадени в резерва и поставени на консервация. След това се обсъждат възможностите да бъдат преустроени на големи ракетни крайцери (CBG), предложени са няколко варианта, но високата стойност води до отказ от проекта. На 1 юни 1960 г. „Аляска“ и „Гуам“ са изключени от състава на флота и след година са продадени за скрап.

### Линейните крайцери на Германия
Германските линейни крайцери прекарват по-голямата част от кариерата си заедно. Първият им боен успех е достигнат на 23 ноември 1939 г., когато „Шарнхорст“ и „Гнейзенау“ потопяват британския спомагателен крайцер „Равалпинди“.
През април 1940 г. двата крайцера участват в Норвежката операция и на 9 април се измъкват от британския линеен крайцер „Ринаун“, получавайки незначителни повреди. През юни 1940 г. те отново излизат в Норвежко море за прехващане на британските кораби. На 8 юни 1940 г. „Шарнхорст“ и „Гнейзенау“ потопяват британския самолетоносач „Глориъс“, а също и 2 разрушителя. На свой ред противникът постига торпедно попадение в „Шарнхорст“, който е принуден да се оттегли в Кил за ремонт. По време на прехода към Германия торпедно попадение получава и „Гнейзенау“, но от подводница.
След ремонта линейните крайцери на немците за първи, а както се оказва впоследствие, и за последен път правят това, за което са проектирани – излизат на британските комуникации в Атлантика. Рейдът, продължаващ от 22 февруари до 22 март 1941 г., води до потопяването или пленяването на 22 търговски съда на противника. При това „Шарнхорст“ и „Гнейзенау“ са принудени на два пъти да се откажат от атака над ценни конвои, тъй като тяхна охрана са стари, но достатъчно мощни линкори.
Макар резултатите от похода да не изглеждат високи по сравнение с постиженията на немските подводници, линейните крайцери успяват да постигнат резултат, непостижим за подводничарите – в комуникациите на противника настъпва истинска паника.
От март 1941 г. до февруари 1942 г. „Шарнхорст“ и „Гнейзенау“ се намират в Брест, където регулярно са подложени на атаки от британската авиация и получават все нови и нови повреди. В крайна сметка, А. Хитлер заповядва на адмирал Редер, командващ Кригсмарине, или да преведе корабите в Германия, или да ги разглоби на място. Поради категоричното искане, немското командване е принудено да проведе операцията „Церберус“.
В периода 11 – 13 февруари 1942 г. „Шарнхорст“, „Гнейзенау“ и тежкият крайцер „Принц Ойген“, с поддръжка на леките сили на флота и Луфтвафе преминават през Ла Манш, отразявайки всички атаки на морските и въздушните сили на англичаните. На подхода към своите бази двата линейни крайцера се натъкват на мини и са поставени на ремонт.
По време на ремонта „Гнейзенау“ получава, на 26 февруари 1942 г., попадение от авиобомби, което предизвиква детонация на боеприпасите в носовия артилерийски погреб. Корабът вече се нуждае от двугодишен ремонт, който решават да съвместят със замяната на триоръдейните кули с 283-mm оръдия на двеоръдейни с 380-mm. Но до ремонт така и не се стига, а самият кораб се използва като блокшив и е потопен на 27 март 1945 г.
„Шарнхорст“, след ремонта, преминава през март 1943 г. в Норвегия. През септември същата година участва в рейда над Шпицберген.
На 25 декември 1943 г. „Шарнхорст“ излиза на последния си поход, за да атакува конвоя JW-55B. В утрото на 26 декември 1943 г. той влиза в бой с британско съединение, включващо 1 тежък и 2 леки крайцера. В хода на боя немският кораб се лишава от радара си и се оттегля, но след това прави нов опит да се насочи към конвоя. Сега обаче той е прихванат от британските крайцери. В хода на завързалия се бой „Шарнхорст“ уцелва с два снаряда крайцера „Норфолк“, унищожавайки радиолокационното му оборудване и повреждайки кърмовата му кула, но е принуден да отстъпи и да се насочи към Норвегия. Вечерта на същия ден „Шарнхорст“ се среща с линкора „Дук оф Йорк“, опитва да му избяга, но получава попадение в котелното отделение, снижава скоростта си и е настигнат от линкора, а след това и от леките сили на англичаните. След неравен бой „Шарнхорст“ потъва, получавайки множество попадения от тежки снаряди, 11 торпеда, и продемонстрира по такъв начин присъщата за големите германски кораби живучест.

### Линейните крайцери на Япония
Към началото на войната в Тихия океан всички кораби от типа „Конго“ са преминали вече няколко модернизации и са в състава на главните сили на флота, включая и бившият допреди това учебен „Хией“. Въпреки това японското командване разглежда линейните крайцери като разходен материал за първия етап на войната. Истинските линкори то пази за планираното генерално сражение.
Линейните крайцери от самото начало на военните действия се включват в провежданите от флота операции. „Киришима“ и „Хией“ осъществяват прикритието на ударното авионосно съединение, нанесло удара по Пърл Харбър от 7 декември 1941 г., а „Конго“ и „Харуна“ прикриват десантното съединение в хода на десанта в Малайзия през декември 1941 г. Януари – февруари 1942 г. линейните крайцери поддържат своите войски по време на превземането на Индонезия.
Огън по надводен противник те за пръв път откриват на 1 март 1942 г. Изстрелвайки почти 300 снаряда от главния калибър по американски разрушител, „Хией“ и „Киришима“ нямат нито едно попадение в целта. После линейните крайцери прикриват самолетоносачите в техния рейд в Индийския океан през април 1942 г., а също и в сражението при Мидуей от 4 – 5 юни 1942 г. И в двата случая за линейните крайцери всичко минава сравнително благополучно.
Есента на 1942 г. линейните крайцери вземат активно участие в борбата за остров Гуадалканал. Те прикриват самолетоносачите в сраженията при Соломоновите острови и при островите Санта Крус, поддържат леките сили. Освен това в списъка на техните задачи влизат и нощни обстрели на аеродрумите на Хендерсън, авиацията на които господства във въздуха денем.
Първият такъв опит е доста успешен, но в нощта на 12 ноември 1942 г. „Хией“ и „Киришима“ внезапно се сблъскват с големи сили на американците, включващи крайцери и разрушители. В хода на безпорядъчна престрелка, на пределно близки дистанции, „Хией“ загубва управление и в ранното утро попада под серия удари на американската авиация. В крайна сметка японците са принудени да потопят тежко повредения кораб. Нощта на 15 ноември 1942 г. в района на Гуадалканал загива „Киришима“. Той влиза в бой с американското съединение и е обстрелян от линкора „Вашингтон“ от близка дистанция. След като получава множество попадения „Киришима“ излиза от строй и след безуспешна борба на екипажа за живучест на кораба потъва.
Останалите два линейни крайцера участват в двете последни големи операции на японския флот. В боя при Марианските острови от 19 – 20 юни 1944 г., тяхната роля се ограничава до воденето на зенитен огън. В хода на сражението за Филипините на 25 октомври 1944 г., „Конго“ и „Харуна“, влизащи в състава на ударното съединение на адмирал Курита, стрелят по американските ескортни самолетоносачи, но без постигане на сериозни успехи.
„Конго“ е потопен от американска подводница в нощта на 21 ноември 1944 г. „Харуна“ – последният останал линеен крайцер, практически не излиза в морето поради дефицит на гориво. На 28 юли 1945 г. в пристанището на Куре той е подложен на масирана бомбардировка на американската авиация и ляга на грунта.

## Еволюция на развитието на линейните крайцери
За появата и развитието на първите линейни крайцери заметно влияние оказват цяла поредица от фактори. Ръководейки се от стереотипи, адмиралите не могат веднага да допуснат мисълта за постройка на бързоходни капитални кораби с по-големи размери, отколкото съвременните им дреднаути. С оглед на сравнително невисоката агрегатна мощност на първите паротурбинни установки трябва нещо да се жертва в името на по-високата скорост. В резултат на това се появяват съвършено небалансираните британски линейни крайцери от първите проекти и немските, също нелишени от определени недостатъци.
Вече в хода на Първата световна война логиката на развитие, заедно с прогреса в областта на съдовата енергетика водят до създаването на доста съвършени кораби, макар от тях в строй да влиза само „Худ“, неслучайно често наричан линкор-крайцер. После, в проекта „G3“, британските корабостроители уцелват следващата еволюция на линейните крайцери, които в крайна сметка се сливат с линкорите в единен тип бързоходен артилерийски кораб. По същество линейните крайцери стават вече ненужни.
Но в развитието на корабостроенето се намесва политиката. Вашингтонският договор не само временно прекратява строителството на capital ships, но и установява изкуствени качествени ограничения. В резултат линкорите, проектирани с оглед на вашингтонските стандарти, изглеждат не напълно хармонични, и техните конструктори са принудени нещо да жертват. В тази ситуация постройката на корабите от типа „Дюнкерк“ и „Шарнхорст“ изглежда относително оправдана стъпка, защото и френският и германският флот по това време се намират под пресата на финансови и политически ограничения.
Обаче идеята за линейните крайцери трето поколение – своеобразни ловци на тежки крайцери, съвършено негодни за бой с линкорите, представлява явно недомислие. Корабите са прекалено големи и скъпи, но единственото им преимущество е скоростта, с 2 – 3 възела повече, отколкото на съвременниците им линкори. Както показва опитът на Втората световна война, толкова нищожно превъзходство по скорост не дава съществена печалба. Много по-голяма роля в реалните боеве играе тактическата внезапност.
В резултат „суперкрайцерите“ вече явно не са „линейни“, а да се строят крайно скъпи и тясноспециализирани кораби е безсмислено. Точката на тяхното развитие поставят линкорите от типа „Айова“, способни да не изостанат от всеки един „голям“ крайцер и с лекота да го унищожат в бой.